# لین ولی (کانزاس)
لین ولی (به انگلیسی: Linn Valley) شهری در ایالت کانزاس کشور ایالات متحده آمریکا است که جمعیت آن در سرشماری سال ۲۰۱۰ میلادی، ۸۰۴ نفر بوده‌است.